# Margery Mason
Margery E. Mason (Hackney, 27 settembre 1913 – Londra, 26 gennaio 2014) è stata un'attrice e regista britannica.

## Carriera
Il primo ruolo di Margery Mason è stato quello di Sarah Stevens, nella serie drammatica della BBC, scritta da John Hopkins, Talking to a Stranger, nel 1966. Nel corso della sua carriera, ha recitato in film come: L'errore di vivere, Clegg, La luna arrabbiata, Made, Henness, Pink Floyd - The Wall, nel quale interpreta la moglie dell'insegnante, Terry on the Fence, Victoria Wood Presents, La storia fantastica La carica dei 101 - Questa volta la magia è vera, Love Actually - L'amore davvero e Harry Potter e il calice di fuoco, dove interpreta la signora del carrello dei dolci. I suoi ruoli televisivi includono apparizioni in L'ispettoe Barnaby, Peak Practice, Juliet ed ha interpretato la signora Porter nella serie TV A Family at War.

## Vita privata
Mason ha imparato ad immergersi e ha ricevuto il suo certificato di immersione all'età di 81 anni. Smette di recitare nel 2003, all'età di 90 anni. Amava viaggiare, giocare a tennis e andare a cavallo. Fino a 99 anni nuotava cinque volte a settimana alle terme di Swiss Cottage. Margery Mason è deceduta il 26 gennaio 2014 per cause naturali nella sua casa a Swiss Cottage.

## Filmografia

### Cinema
- L'errore di vivere (Charlie Bubbles), regia di Albert Finney (1968)
- Walk a Crooked Path, regia di John Brason (1969)
- Andate all'inferno e dite al Diavolo che vi manda Clegg (Clegg), regia di Lindsay Shonteff (1970)
- La luna arrabbiata (The Raging Moon), regia di Bryan Forbes (1971)
- I profeti delle ore corte (Made), regia di John Mackenzie (1972)
- Il giorno più lungo di Scotland Yard (Hennessy), regia di Don Sharp (1975)
- Pink Floyd The Wall, regia di Alan Parker (1982)
- Terry on the Fence, regia di Frank Godwin (1986)
- La storia fantastica (The Princess Bride), regia di Rob Reiner (1987)
- Casa Howard (Howards End), regia di James Ivory (1992)
- The Hawk, regia di David Hayman (1993)
- La carica dei 101 - Questa volta la magia è vera (101 Dalmatians), regia di Stephen Herek (1996)
- I miserabili (Les Misérables), regia di Bille August (1998)
- Love Actually - L'amore davvero (Love Actually), regia di Richard Curtis (2003)
- Harry Potter e il calice di fuoco (Harry Potter and the Goblet of Fire), regia di Mike Newell (2005)

### Televisione
- Quatermass and the Pit - miniserie TV, 2 episodi (1959)
- Hancock's Half Hour - serie TV, episodio 4x11 (1959)
- Interpol Calling - serie TV, 2 episodi (1959-1960)
- Emergency-Ward 10 - serie TV, 3 episodi (1961)
- Deadline Midnight - serie TV, episodio 3x10 (1961)
- Coronation Street - serie TV, 2 episodi (1962)
- ITV Play of the Week - serie TV, 7 episodi (1962-1967)
- The Plane Makers - serie TV, episodio 1x03 (1963)
- Z Cars - serie TV, 3 episodi (1963-1968)
- Il giallo della poltrona (Armchair Theatre) - serie TV, 4 episodi (1963-1969)
- The Villains - serie TV, episodio 2x04 (1964)
- L'ispettore Gideon (Gideon's Way) - serie TV, episodio 1x04 (1964)
- Love Story - serie TV, 2 episodi (1964-1967)
- Theatre 625 - serie TV, 6 episodi (1966-1967)
- Dixon of Dock Green - serie TV, 2 episodi (1967-1975)
- Never Mind the Quality, Feel the Width - serie TV, episodio 2x06 (1968)
- The Wednesday Play - serie TV, episodio 8x10 (1968)
- Thirty-Minute Theatre - serie TV, episodio 4x11 (1968)
- The Franchise Trail, regia di James MacTaggart - film TV (1968)
- Doppia sentenza (Softly Softly) - serie TV, episodio 4x24 (1969)
- The First Lady - serie TV, 2x03 (1969)
- The Expert - serie TV, episodio 2x26 (1969)
- Take Three Girls - serie TV, episodio 1x03 (1969)
- Hadleigh - serie TV, 3 episodi (1969)
- The Doctors - serie TV, 3 episodi (1970)
- The Morecambe & Wise Show - serie TV, episodio 4x02 (1970)
- Scene - serie TV, 3x04 (1970)
- A Family at War - serie TV, 10 episodi (1970-1971)
- Shadows of Fear - serie TV, episodio 1x07 (1971)
- Follyfoot - serie TV, 2 episodi (1971)
- Play for Today - serie TV, 3 episodi (1972-1982)
- After Loch Lomond, regia di John Gorrie - film TV (1973)
- Harriet's Back in Town - serie TV, 12 episodi (1973)
- 7 of 1 - serie TV, episodio 1x05 (1973)
- The Compliment, regia di John Jacobs - film TV (1974)
- Village Hall - serie TV, episodio 1x07 (1974)
- The Little Mermaid, regia di Marilyn Fox - film TV (1974)
- The Evacuees, regia di Alan Parker - film TV (1975)
- Within These Walls - serie TV, episodio 3x09 (1975)
- BBC2 Playhouse - serie TV, 2 episodi (1976-1982)
- Rebecca of Sunnybrook Farm - serie TV, 4 episodi (1978)
- Il giallo della poltrona (Armchair Thriller) - serie TV, episodio 1x11 (1978)
- The Upchat Connection - serie TV, episodio 1x04 (1978)
- Father's Day, regia di Tim Preece - film TV (1979)
- Two People - serie TV, 4 episodi (1979)
- A Question of Guilt - serie TV, 6 episodi (1980)
- Il brivido dell'imprevisto (Tales of the Unexpected) - serie TV, episodio 4x07 (1981)
- Juliet Bravo - serie TV, 2x08 (1981)
- Alexa - miniserie TV, 2 episodi (1982)
- With My Little Eye, regia di Marilyn Fox - film TV (1982)
- L'ora di Agatha Christie (The Agatha Christie Hour) - miniserie TV, episodio 1x10 (1985)
- The New Adventures of Lucky Jim - serie TV, 2 episodi (1982)
- Long Live the Babe, regia di Bill Hays - film TV (1984)
- Ispettore Maggie (The Gentle Touch) - serie TV, episodio 5x03 (1984)
- Screenplay - serie TV, episodio 2x01 (1987)
- Never Say Die - serie TV, 5 episodi (1987)
- Freedom Fighter, regia di Desmond Davis - film TV (1988)
- Ruth Rendell Mysteries - serie TV; episodio 2x04 (1988)
- No Frills - serie TV, episodio 1x07 (1988)
- A Beginners Guide to Freud, regia di Stacy Marking - film TV (1989)
- Victoria Wood - serie TV, episodio 1x03 (1989)
- Poirot - serie TV, episodio 3x02 (1991)
- The Play on One - serie TV, episodio 4x01 (1991)
- Screen One - serie TV, episodio 3x05 (1991)
- Metropolitan Police (The BIll) - serie TV, 3 episodi (1991-1994)
- The Guilty, regia di Colin Gregg - film TV (1992)
- Boon - serie TV, episodio 7x08 (1992)
- Screen Two - serie TV, episodio 9x04 (1993)
- Lovejoy - serie TV, episodio 5x08 (1993)
- Peak Practice - serie TV, 63 episodi (1993-2002)
- Jack Frost (A Touch of Frost) - serie TV, episodio 2x02 (1994)
- Casualty - serie TV, 3 episodi (1994-2004)
- Cadfael - I misteri dell'abbazia (Cadfael) - serie TV, episodio 3x01 (1996)
- Reckless - miniserie TV, 5 episodi (1997)
- Reckless: The Movie, regia di David Richards - film TV (1998)
- Heartbeat - serie TV, episodio 8x20 (1999)
- Polterguests - serie TV, episodio 1x04 (1999)
- Jonathan Creek - serie TV, episodio 3x02 (1999)
- L'ispettore Barnaby (Midsomer Murders) - serie TV, episodio 7x07 (2004)
- Down to Earth - serie TV, episodio 5x05 (2005)
- Brief Encounters - miniserie TV, episodio 1x03 (2006)